# Университет Кэйо
Университет Кэйо (яп. 慶應義塾大学 кэйо: гидзюку дайгаку) — японский частный университет, основанный Фукудзавой Юкити. Часто его сравнивают с Университетом Васэда. Лишь Токийский университет превосходит Кэйо и Васэда по престижности, однако он одновременно не столь элитарен в плане социального статуса студентов.
Основной кампус Кэйо расположен в квартале Мита, Минато, Токио. Дополнительные кампусы находятся в Хиёси (район Йокогамы), Синдзюку, Фудзисаве, Осаке, Кавасаки, Ураве. Университет также управляет пятью подготовительными школами, включая Академию Кэйо в Нью-Йорке, расположенную в Пёрчесе, штат Нью-Йорк, США.
Университет Кэйо известен тем, что выпустил значительное число политиков и людей, причисляемых к элите японского общества, в этом он конкурирует лишь с Университетом Васэда. В числе известных выпускников — бывшие премьер-министры Японии Цуёси Инукаи, Рютаро Хасимото и Дзюнъитиро Коидзуми. Также в университете Кэйо учился (но не закончил его) современный японский композитор Такаси Ёсимацу.